# أندريا كرسبو
أندريا كرسبو هي كاتِبة إكوادورية، ولدت في 4 أكتوبر 1983 في غواياكيل في الإكوادور.